# Hatoguan
Hatoguan is een bestuurslaag in het regentschap Samosir van de provincie Noord-Sumatra, Indonesië. Hatoguan telt 1073 inwoners (volkstelling 2010).